# Смоленский, Михаил Иванович
Михаил Иванович Смоленский (1847—1881) — российский педагог; приват-доцент Санкт-Петербургской духовной академии.

## Биография
Михаил Смоленский родился в 1847 году; образование получил в Ярославской духовной семинарии и в Санкт-Петербургской духовной академии (1870—1874 гг., выпускник 31-го курса). 
Получив необходимое образование Михаил Иванович Смоленский стал преподавателем Харьковской духовной семинарии, а с 16 сентября 1876 года приват-доцентом метафизики Санкт-Петербургской духовной академии, заместив здесь М. И. Каринского. Защитил диссертацию pro venia legendi: «Механическое объяснение природы и телеологическое ее истолкование». 
Наиболее известный труд М. И. Смоленского: «Архит Тарентский, его жизнь и сочинения» («Журнал Министерства народного просвещения», 1877 г., № 7, 36—56). 
Русский историк церкви и доктор богословия И. А. Чистович называл Смоленского «даровитым преподавателем». 
Михаил Иванович Смоленский скончался довольно молодым 4 (16) января 1881 года так и не успев раскрыть все свои таланты.